# Sébastien Schemmel
Sébastien Schemmel (Nancy, 2 giugno 1975) è un ex calciatore francese, di ruolo difensore.

## Palmarès

### Club

#### Competizioni nazionali
- Campionato francese di seconda divisione: 1

Nancy: 1997-1998